# Franz Coronini-Cronberg
Franz Coronini-Cronberg (18. listopadu 1830 Vídeň – 25. srpna 1901 Gorizia) byl rakouský politik, v 2. polovině 19. století poslanec Říšské rady a dlouholetý zemský hejtman Gorice a Gradišky; zakladatel tzv. Coroniniho klubu na Říšské radě.

## Biografie
Jeho otcem byl rakouský vysoký státní úředník Johann Baptist Coronini-Cronberg. Franz byl v mládí vychováván společně s pozdějším panovníkem Františkem Josefem a budoucím ministerským předsedou Eduardem Taaffem. Studoval filozofii a práva. V roce 1848 vstoupil do armády. Účastnil se válečných operací roku 1849, tažení v Itálii roku 1850 i prusko-rakouské války roku 1866. Roku 1867 odešel z vojska v hodnosti obersta. Věnoval se pak správě svého statku a politice.
Byl zvolen na Zemský sněm Gorice a Gradišky a v období let 1870–1899 byl zemským hejtmanem (předsedou sněmu a nejvyšším představitelem zemské samosprávy) v korunní zemi Gorice a Gradiška.
Zemský sněm ho roku 1871 delegoval i do Říšské rady (celostátní parlament, volený nepřímo zemskými sněmy) za kurii městskou a obchodních a živnostenských komor. Uspěl zde rovněž v prvních přímých volbách do Říšské rady roku 1873 (kurie městská a obchodních a živnostenských komor v Gorici a Gradišce). Mandát obhájil i ve volbách do Říšské rady roku 1879. V říjnu 1879 se navíc stal předsedou Poslanecké sněmovny Říšské rady, když získal 338 z 341 odevzdaných hlasů. Na poslanecký mandát rezignoval dopisem 11. března 1881, ale již 14. listopadu 1881 opětovně složil slib. Na post předsedy sněmovny ovšem místo něj již trvale usedl Franciszek Jan Smolka.
V Říšské radě patřil od roku 1871 k německým liberálům (takzvaná Ústavní strana, liberálně a centralisticky orientovaná, odmítající federalistické aspirace neněmeckých etnik), ale opakovaně se z jejich řad vyděloval kvůli své podpoře anexační politice ministra Gyuly Andrássyho. Po volbách v roce 1873 se uvádí coby jeden z 67 členů staroliberálního Klubu levice, vedeného Eduardem Herbstem. V roce 1878 je ovšem již uváděn jako člen mladoliberálního Klubu pokroku. Jeho rezignace na poslanecký mandát a s tím související zánik funkce předsedy Poslanecké sněmovny Říšské rady v roce 1881 souvisely s vyostřením rozporů mezi ním a ústavověrným politickým táborem. Po svém novém zvolení za poslance v doplňovací volbě roku 1881 již postupoval jako zcela samostatný aktér parlamentní politiky. Koncem roku 1881 se nepřipojil k nově založenému opozičnímu poslaneckému Klubu sjednocené levice, do kterého se sloučilo více ústavověrných politických proudů.
V prosinci 1882 pak po delších přípravách a náznacích oficiálně oznámil vznik nového poslaneckého klubu, nazvaného formálně Klub liberálního středu, známějšího ovšem pod názvem Coroniniho klub, ke kterému se přihlásilo v první fázi necelých 20 poslanců. V parlamentní praxi se klub profiloval jako vstřícnější ke konzervativní a federalistické vládní většině kabinetu Eduarda Taaffeho. Hlásily se k němu zejména politici italského původu z jižních korunních zemí, dále někteří německorakouští i rusínští poslanci.
Znovu se Coronini dostal do parlamentu i ve volbách do Říšské rady roku 1885. K jeho poslaneckému klubu se po volbách hlásilo 23 poslanců. Opětovně byl do vídeňského parlamentu zvolen i ve volbách roku 1891. Rezignaci oznámil na schůzi 22. října 1895. Do Říšské rady pak místo něj usedl Egon Hohenlohe-Waldenburg-Schillingsfürst.
Opakovaně se o něm uvažovalo jako o předsedovi vlády. V roce 1897 se stal členem Panské sněmovny (horní komora Říšské rady). Roku 1899 rezignoval na funkci zemského hejtmana i zemského poslance.
Zemřel v srpnu 1901.